# Морган, Билли
Уи́льям Ге́нри Мо́рган (англ. William Henry Morgan; 1878—1939), более известный как Би́лли Мо́рган — английский футболист, выступавший на позиции хавбека.

## Футбольная карьера
Родился в Барроу-ин-Фернесс, Ланкашир, в 1878 году. Начал футбольную карьеру в клубе «Хоруич». В январе 1897 года перешёл в клуб «Ньютон Хит», а 2 марта дебютировал в его составе в матче против «Дарвена». Провёл в клубе 7 сезонов, сыграв в 152 матчах и забив 7 голов.
В марте 1903 года перешёл в клуб Первого дивизиона «Болтон Уондерерс», но сыграл за клуб лишь 3 матча в чемпионате. Впоследствии выступал за клубы «Уотфорд», «Лестер Фосс», «Нью Бромптон» и «Ньютон Хит Атлетик».
После начала войны Морган вступил в ряды британской армии (он служил в 20-м батальоне обслуживания Манчестерского полка). В армии он продолжал играть в футбол. В феврале 1915 года был уволен со службы с формулировкой «[маловероятно, что] станет эффективным солдатом». В качестве причины была названа «старая футбольная травма», усугубившаяся после футбольной игры в армии.
В 1900 году Морган женился на Мэри Элис Барнетт, которая впоследствии родила двоих детей (оба родились в Ньютон-Хит, Манчестер).
Морган умер в Манчестере 5 июня 1939 года в возрасте 61 года.